# Aeródromo de Buenos Aires
El aeródromo de Buenos Aires (IATA: BAI, OACI: MRBA) es un aeródromo público costarricense que sirve a la ciudad de Buenos Aires en la provincia de Puntarenas.
El aeródromo se encuentra en el lado sureste de la ciudad y su pista de aterrizaje está orientada en dirección norte-sur al este de la ruta 246. 

## Información técnica
En dirección noroeste a este desde el aeródromo el terreno es montañoso.
El VOR-DME de Limón (Ident: LIO) está localizado a 95 kilómetros al norte-nordeste del aeródromo.